# 学校法人藤嶺学園
学校法人藤嶺学園（がっこうほうじんとうれいがくえん）とは、神奈川県藤沢市に本部を置く学校法人。

## 沿革
- 1915年（大正4年） - 時宗総本山清浄光寺（遊行寺）が旧制中学の創立を文部省に申請し許可される。
- 1916年 - 私立藤嶺中学校（現・藤嶺学園藤沢中学校・高等学校）開校。
- 1931年（昭和6年） - 藤沢商業学校（現・藤沢翔陵高等学校）併設。
- 1931年 - 法人名称を藤嶺学園と改称。
- 1945年 - 空襲で校舎を焼失した相模女子商業学校（現・鵠沼高等学校）を藤嶺学園に移管。
- 1950年 - 藤嶺学園（藤高、藤商、藤嶺女子）として統合される。
- 1995年（平成7年） - 学園歌を制定。

## 設置学校
- 藤嶺学園藤沢中学校・高等学校
- 藤沢翔陵高等学校
- 鵠沼高等学校

## その他
- 「藤嶺」という名の由来は、一遍の偈文「登霊台」という扁額から、その読みの「とうれい」と、地名の藤沢市や遊行寺山号の藤沢山の「藤」、富士の「嶺」の文字を掛け合わせたという説が有力である。
- 現在も3校は毎年9月頃に慰霊祭という学園行事で遊行寺に集まる。
- 昭和30年代、藤嶺学園による短期大学を設立する計画があり、学長には福本和夫が招聘される予定であった。